# Рафаель Рієго-і-Нуньєс
Рафаель дель Ріе́ґо-і-Ну́ньєс (ісп. Rafael del Riego y Núñez; 9 квітня 1784, Санта-Марія-де-Тунья, Астурія — 7 листопада 1823, Мадрид) — іспанський генерал, ліберальний політик (лідер ексальтадос).

## Життєпис
Рафаель Ріеґо-і-Нуньєс народився 9 квітня 1784 року в Санта-Марія-де-Тунья (Астурія) у збіднілій шляхетській родині. Після закінчення університету в Ов'єдо в 1807 році він переїхав в Мадрид, де і вступив на військову службу.
У 1808 році, під час національно-визвольної війни проти французьких окупантів, він був узятий в полон французами та поміщений у в'язницю Ескоріал, звідки втік.
10 листопада він взяв участь у битві при Еспіноса-де-лос-Монтерос, після якої знову потрапив в полон. Три дні по тому його відправили до Франції, де йому вдалося звільнитися. У Франції Ріеґо-і-Нуньєс вступив в масонську ложу. Він подорожував Англією і Німеччиною, і в 1814 році, після закінчення війни, повернувся до Іспанії й знову вступив до армії у званні підполковника.
Незадоволений деспотичним режимом правління, він приєднався до масонів і лібералів у таємній діяльності проти короля Фердинанда VII. У 1819 році король сформував 10 батальйонів, щоб боротися з американськими рухами опору. Ріеґо прийняв під керівництво Астурійський батальйон. Однак після приїзду в місто Кадіса разом з іншими офіцерами він підняв заколот 1 січня 1820 року і зажадав повернення до конституції 1812 року. Цей конфлікт пізніше здобув назву Іспанської громадянської війни 1820—1823 років. Загони Ріеґо пройшли через міста Андалусії, сподіваючись підняти повстання проти короля, але місцеве населення в основному не підтримало його. Повстання почалося в Галісії і швидко поширилося по всій Іспанії. 7 березня 1820 року королівський палац в Мадриді був оточений солдатами під командою генерала Бальєстероса, та 10 березня король погодився відновити конституцію.
Після набрання чинності конституції став командиром дивізії Армії спостереження, створеної з андалуських революційних військ, в червні — серпні 1820 був головнокомандуючим цією армією.
8 січня 1821 року він був призначений генерал-капітаном Арагона. 18 червня того ж року він одружився зі своєю кузиною Марією Терезі дель Ріеґо-і-Бастільос.
4 вересня 1821 року через невдале республіканське повстання він був звинувачений за наклепи до республіки та поміщений у в'язницю. Однак його популярність росла, і в Мадриді пройшли демонстрації з вимогами випустити Ріеґо. У березні 1822 року він був обраний в Кортеси (іспанський парламент) і у результаті звільнений від в'язниці.
У грудні 1822 року на конгресі у Вероні країни Священного союзу вирішили, що республіканська Іспанія буде становити загрозу для балансу сил в Європі й що Франція повинна відновити абсолютну монархію в Іспанії. 7 квітня 1823 року французька армія перетнула кордони. Ріеґо взяв під команду 3-ю армію, і йому довелося битися як з загарбниками, так і з місцевими роялістами. 15 вересня він був полонений, після чого утримувався під вартою в селі Анкільяс (провінція Хаен), потім його перевезли в Мадрид. Навіть при тому, що була оголошена абсолютна амністія, королівський суд визнав Ріеґо винним в зраді, оскільки він був одним з тих членів парламенту, які голосували за відсторонення короля від влади. 7 листопада 1823 року Рафаель дель Ріеґо був повішений на площі Ла-Себада в Мадриді.
На честь Ріеґо була написана пісня «Гімн Ріеґо», що стала гімном Другої Іспанської Республіки (1931—1939). Тепер його портрет розміщений в будівлі Кортесів.
Революціонери 1820-х (в тому числі декабристи) вважали Ріеґо ідеалом борця за свободу.